# Calitri

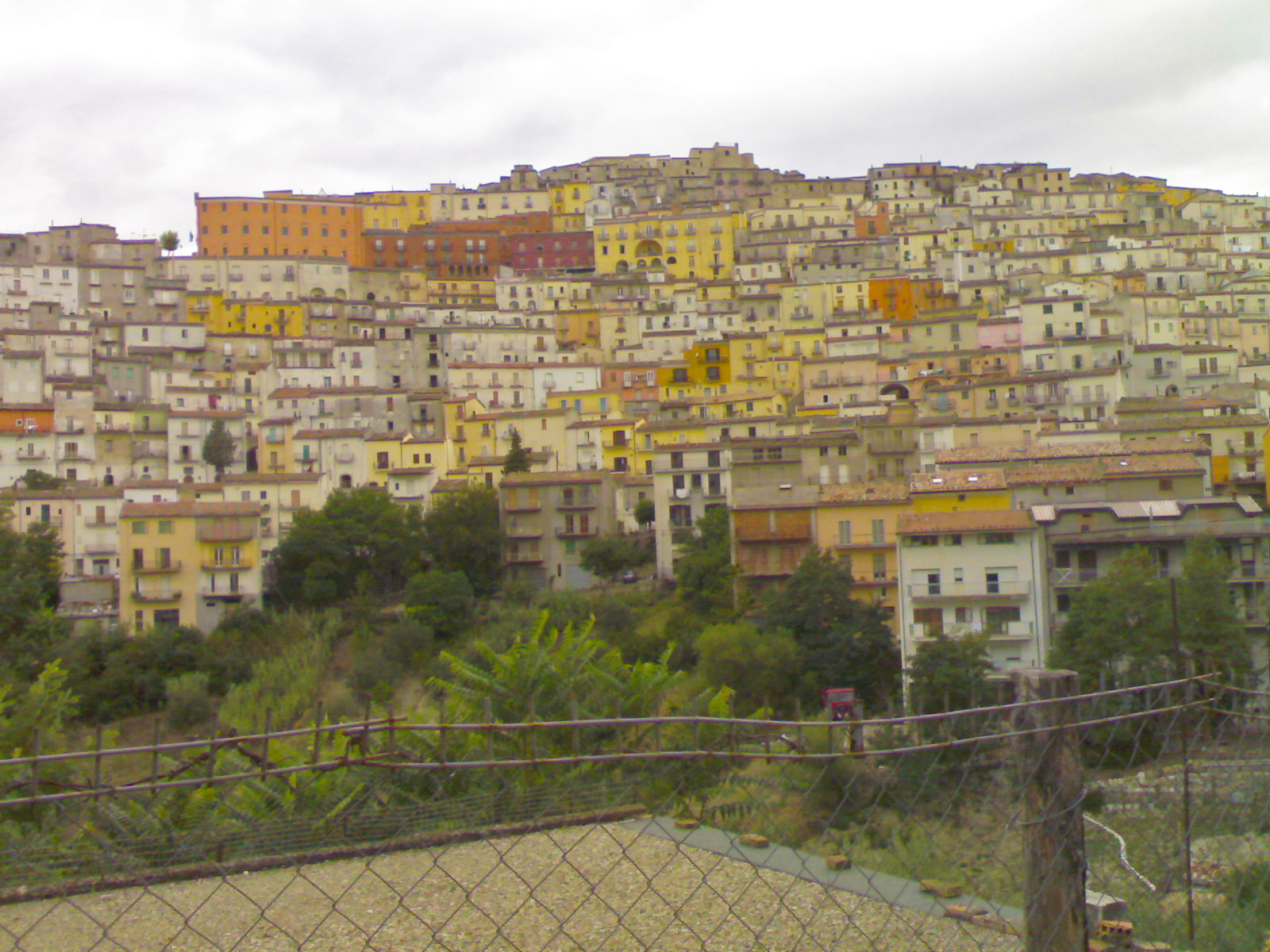
Calitri

Calitri ist eine italienische Gemeinde mit 4188 Einwohnern (Stand 31. Dezember 2023) in der Provinz Avellino in der Region Kampanien. Der Ort ist Teil der Bergkommune Comunità Montana Alta Irpinia.

## Geografie
Die Nachbargemeinden sind Andretta, Aquilonia, Atella (PZ), Bisaccia, Cairano, Pescopagano (PZ), Rapone (PZ), Rionero in Vulture (PZ) und Ruvo del Monte (PZ). Ein weiterer Ortsteil ist Calitri Scalo.

## Geschichte
Der Ort wurde am 8. September 1694 durch ein Erdbeben vollständig zerstört.

## Verkehr
Der Bahnhof Calitri-Pescopagano liegt etwas südlich des Ortes an der im Personenverkehr nicht mehr bedienten Bahnstrecke Avellino–Rocchetta Sant’Antonio.

## Wichtige Persönlichkeiten
- Alfonso Gesualdo (1540–1603), Kardinal der katholischen Kirche
- Angelo Maffucci (1847–1903), italienischer Pathologe
- Salvatore Scoca (1894–1962), italienischer Hochschullehrer und Politiker